# Igreja de Santa Luzia (Angra dos Reis)
A Igreja de Santa Luzia está situada na cidade de Angra dos Reis, no estado do Rio de Janeiro, Brasil. Localiza-se na Rua do Comércio esquina Travessa Santa Luzia, no centro da cidade.

## História
A igreja foi construída por volta de 1632 por uma confraria de pescadores. Funcionou porém como igreja matriz da cidade desde 1632 até 1749, quando foi inaugurada a Igreja Matriz de Nossa Senhora da Conceição. No século XVII também serviu aos franciscanos até a finalização do seu antigo convento em 1659 (ver Convento de São Bernardino de Sena).
Após 1749 a igreja foi reformada, ganhando o frontão de feição barroco-rococó e talha dourada no interior em estilo rococó. De arquitetura simples, a frontaria da igreja tem um campanário lateral com dois sinos. O interior é de nave única, com um corredor lateral interno que conecta a torre sineira com a sacristia. O retábulo-mor no interior é de meados do século XIX.